# Elias Ambühl
Elias Ambühl (Masein, 26 de marzo de 1992) es un deportista suizo que compite en esquí acrobático, especialista en la prueba de big air. Consiguió cuatro medallas de bronce en los X Games de Invierno.

## Medallero internacional
| \| X Games de Invierno \| X Games de Invierno \| X Games de Invierno \| X Games de Invierno \| \| Año \| Lugar \| Medalla \| Prueba \| \| ------------------- \| ---------------------- \| ------------------- \| ------------------- \| \| 2010 \| Aspen (Estados Unidos) \| Medalla de bronce \| Big air \| \| 2013 \| Aspen (Estados Unidos) \| Medalla de bronce \| Big air \| \| 2015 \| Aspen (Estados Unidos) \| Medalla de bronce \| Big air \| \| 2016 \| Aspen (Estados Unidos) \| Medalla de bronce \| Big air \| |                        |                   |         |
| X Games de Invierno |                        |                   |         |
| Año | Lugar                  | Medalla           | Prueba  |
| 2010 | Aspen (Estados Unidos) | Medalla de bronce | Big air |
| 2013 | Aspen (Estados Unidos) | Medalla de bronce | Big air |
| 2015 | Aspen (Estados Unidos) | Medalla de bronce | Big air |
| 2016 | Aspen (Estados Unidos) | Medalla de bronce | Big air |